# 贵州茂兰国家级自然保护区
貴州茂蘭國家級自然保護區屬森林生態系统類型自然保護區。位於中國貴州省荔波縣南部。地理座標爲東經107°52′10″～108°45′40″，北緯25°09′20″～25°20′50″。保護區總面積爲212.85平方公里，劃爲：核心區（面積83.05平方公里），緩衝區（面積81.3平方公里），實驗區（面積45.8平方公里），生態旅遊區（面積19.15平方公里）。1996年成爲中國世界生物圈保護區網路成員之一。2007年，作为中国南方喀斯特荔波喀斯特组成部分被列入世界遗产名录。

## 自然環境
茂蘭地處亞熱帶季風性溼潤氣候區。地貌爲典型發育的喀斯特峯叢漏斗和峯叢窪地地貌。海拔430-1078米。是世界喀斯特地區殘存下來最大的一處喀斯特森林。

## 保護對象
主要保護對象爲中亞熱帶喀斯特森林生態系統和珍稀瀕危野生動植物。有一級保護動物金錢豹、林麝等3種，二級保護動物獼猴、白鷳等40餘種，其中有5種爲茂蘭特有種。另外有一級保護植物20餘種，二級保護植物200餘種，其中25種爲茂蘭特有種。茂蘭的物種資源豐富，有大量茂蘭特有種被發現，僅昆蟲就有150餘種茂蘭特有種。

## 歷史沿革
- 1984年，建立縣級保護區。
- 1987年，升級爲省級保護區。
- 1988年，升級爲國家級保護區。
- 1996年，成爲中國世界生物圈保護區成員。
- 2007年，成为世界自然遗产。